# Channel U
『Channel U』（チャンネル ユー）は、日本のポップ・ロック・バンドである緑黄色社会の通算5枚目のフルアルバム。2025年2月19日にEpic Records Japanから発売された。前作『pink blue』以来1年9か月となるアルバムで、タイアップ曲9曲を含む全17曲が収録され、前作以降に発売されたシングル曲のうち「夜祭音頭」は収録されなかった。
オリコン週間アルバムランキングでは初登場7位、オリコン週間合算アルバムランキングでは初登場6位を記録した。

## 構成
本作は「誰もが無限の可能性を持っている」というテーマを掲げて制作された。本作について小林壱誓は緑黄色社会が変わり続けるバンドなんだってことを、改めて示せたアルバムとし、穴見真吾はもうスーパーエンタテインメントポップスアルバムじゃないですかね。それが悔いなきほどにできたし、自分たちのすべてを注ぎ込めた感じもありますと語っている。

### アルバムタイトル
小林によれば、本作のタイトル案は穴見が持ってきたもの。メンバー間では元々必聴盤にしたいから『緑黄色社会2』っていう名前でもいいという話があったが、穴見はそれにするのはもったいないという気持ちから反対していた。穴見は「ベストアルバムも作りたいから、今作はちゃんと作品として没入感のあるものを作りたい」と考えていて、言葉を考えていた最中で作業机のレコーディング機材に書いてあった「Channel」から本作のタイトルを導き出した。
タイトルについて穴見は意味的にも俺らのやってきた１年９ヶ月のことも総括できそうだし、『U』っていうのは、ほんと聴いてくれる人のことなんですけど、ひとつチャンネルを切り替えるだけで違う人生が待っているような時代――それはポジティブに捉えることもネガティブに捉えることもできるんですけど――そういう時代をうまく滑りながら、しっかりした道を選んでほしいという思いがあってと語り、本作がインタールードを含めた17曲であることから17通りの僕らなりの道を提示したという意味も込めていると説明した。また、「channel」の語源が「水路」を意味する「canal（カナル）」であることから、『Channel U』って“道、あなた”という意味で、あなたにはいろいろな道があるんですよという気持ちとともに、僕たちにもこれだけの道ができましたというさまざまなストーリーを、インタールードを含む全17曲で表現しているんですとも説明している。

### 楽曲
本作にはドラマ、アニメ、映画の主題歌、CM曲、合唱曲などタイアップが付いた9曲に、6曲の新曲と2つのインタールードを加えた全17曲が収録されている。『音楽ナタリー』の取材で、インタビュアー天野史彬から長屋が書いた歌詞が特に「U（＝聴き手）」に対してメッセージを投げかけているような曲が多い気がすると言われた長屋はここ数年の私たちは「U」のことばかり考えていたと思うんですよね。タイアップがあると特にそうなんですけど、聴き手の顔や、音楽が流れるシーンがなんとなく見えることが多くて。そういうシチュエーションの中で曲を書くことが多かったので、自然と聴き手ありきの曲を作るようになったんだと思いますと答えている。
「PLAYER 1」は本作のリード曲で、「Mela!」や「キャラクター」と同じ方法で制作された。
「恥ずかしいか青春は」は、ABEMAのオリジナル恋愛番組『今日、好きになりました。夏休み編2024』の主題歌として書き下ろされた楽曲で、2024年7月9日に配信限定シングルとして発売された。
「ナイスアイディア!」は、自身がアンバサダーを務めたカゴメ「野菜生活100」のCMソングとして書き下ろされた楽曲で、2024年3月19日に配信限定シングルとして発売された。
「Monkey Dance」は、かつて小林から真吾、ベースヒーローになれるような曲ちょっと作ってよと言われた穴見がスラップのフレーズから作った楽曲。長屋によれば、小林はフルサイズのアレンジができた次の日くらいに歌詞を書いてきた。デモ段階の仮タイトルは、穴見がよく読んでいた漫画『ギャグマンガ日和』に登場するギャグ「モンゴリニャンチョップ」に由来する「モンゴリニャンダンス」。長屋は歌唱に際してアクセントを意識したとし、縦のリズム感をしっかり意識しなければいけなかったので、かなり難しかったですねと語っている。2番Aメロは長屋によるラップパートになっていて、長屋はボーカリストとしての自分への旗市場が届いている気持ちになりました（笑）と語っている。
「∩」と「U」は、LASTorderが編曲を手がけたインタールード。
「マジックアワー」は、フジテレビ系月9ドラマ『真夏のシンデレラ』の挿入歌として書き下ろされた楽曲で、2023年8月7日に7枚目のシングル『サマータイムシンデレラ』のカップリング曲として発売された。
「僕らはいきものだから」は、2024年度『NHK全国学校音楽コンクール』中学校の部の課題曲として書き下ろされた楽曲で。2024年9月20日に配信限定シングルとして発売された。
「Channel Me」は、4分に及ぶプログレッシブ・ポップの組曲。穴見によれば、アルバムタイトルを提案する前の段階で、小林はこの楽曲の原案が思いついていて、穴見のアイデアとリンクしたことから本作の制作につながった。小林は制作当初、本作のリード曲にしようと考えていた。小林は今の時代って楽曲が15秒や30秒に切り取られ、それをみんなが踊ったりすることで流行が生まれるのが主流じゃないですか。そこで、その流れへのアンチテーゼとして、「曲の中に15秒のフレーズをいくつも組み込み、どこを切り取っても使えるような楽曲」を作ったら面白いのでは？と考えたんです。「どの部分を使ってもいいので、自由に踊ってください」というような曲があったら、新しい形で広がっていくかもしれないなとと語っている。長屋によれば元々の曲の長さは完成版よりも長く、削った部分も存在している。作詞は全員で行っており、peppeにとっては初めて作詞を手がけた楽曲となった。
「馬鹿の一つ覚え」は、東宝配給映画『六人の嘘つきな大学生』の主題歌として書き下ろされた楽曲で、2024年11月13日に配信限定シングルとして発売された。
「Each Ring」はpeppeが作曲した楽曲で、peppeは緑黄色社会にまだない曲で、たとえば２０００年代、宇多田ヒカルさんとかJUJUさんとか聴いてた時代の自分の中にあるエッセンスを引き出したらどうかなっていう。長屋の声でそれを聴きたいなっていう気持ちがあって作りましたと説明している。作詞はpeppeから指名された長屋が手がけており、長屋は恋愛の歌詞が好きなんだってpeppeが言ってくれて、そこは変に構えずやっていいのかなっていうところで、ふとよぎったのがこのテーマだったんです。なんか誰もがこの状況に陥るわけじゃないから、いいのかなとか思ったんですけど、それもアルバムだからこそできるものだと思うし、そういう言葉とかを強く願ってる人も中にはきっといて、そういうところにグサッと刺さればいいなっていうので書きましたと語っている。なお、peppeはTomi Yoによるアレンジと長屋が書いた歌詞で、自身がイメージした以上のものになったことで満足したと語っている。
「サマータイムシンデレラ」は、フジテレビ系月9ドラマ『真夏のシンデレラ』の主題歌として書き下ろされた楽曲で、2023年8月7日に7枚目のシングルとして発売された。
「言えない」は、ABEMAのオリジナル恋愛番組『今日、好きになりました。夏休み編2024』の挿入歌として書き下ろされた楽曲で、2024年7月30日に配信限定シングルとして発売された。
「コーヒーとましゅまろ」は小林が作った楽曲で、2020年の時点でワンコーラス分の歌詞が作られていて、2024年の夏にきっかけなんて思い当たらない以降のセクションが書き加えられた。小林によれば当初は「すごく楽観的な軽やかなサウンド」であったが、アレンジャーの川口圭太によってエレクトリックピアノなどが加えられ「大人びた」アレンジに仕上げられた。レコーディングは小林がDTMで制作した音源にできるだけ近づけるかたちで行われたが、リードギターのフレーズは小林が自宅から持ってきた練習用の小さいアンプを使用して録音された。
「Party!!」は、TOKYO MXほかで放送のテレビアニメ『ダンジョン飯』エンディングテーマとして書き下ろされた楽曲で、2024年3月6日に9枚目のシングルとして発売された楽曲。
「花になって」は、日本テレビ系アニメ『薬屋のひとりごと』の第1クールオープニングテーマとして書き下ろされた楽曲で、2023年12月6日に8枚目のシングルとして発売された。
「オーロラを探しに」は、長屋が2024年2月の休暇で海外旅行に行き、オーロラを見るためにフィンランドを訪れたときのエピソードが反映された楽曲。条件が揃わなかったことからオーロラを見ることはできなかったものの、長屋は自分の人生にすごくいい経験だったなって思えたとし、久しぶりに「誰にもわかんなくてもいい」っていう気持ちで曲を書いたんです。もうこの気持ちは私だけが大事にできてればそれでいいっていう、強い信念で書けた曲と語っている。歌詞には長屋の生まれ年である「1995」が含まれている。コーラスは神谷洵平による多重録音。

## プロモーション
2023年11月23日、2025年2月19日に前作『pink blue』から約1年9か月ぶりとなるフルアルバム『Channel U』を発売することを発表。発表と同日に公式YouTubeチャンネルでティザー映像が公開され、翌日の23時にアルバムに関する特設サイトが開設された。12月24日、アルバムの収録内容とジャケットデザインが公開された。
2025年2月12日に放送されたTOKYO FM『SCHOOL OF LOCK!』で、「PLAYER 1」と「Channel Me」の2曲が初オンエアとなった。14日に新しいアーティストビジュアルが公開され、特設サイトでは全曲視聴およびライナーノーツが公開され、全曲トレーラー映像も公開された。16日に「PLAYER 1」の先行配信を開始。17日に放送のTBS系『CDTVライブ!ライブ! 3時間SP』や19日に放送の日本テレビ系『DayDay.』では「PLAYER 1」と「花になって」、21日に放送のテレビ朝日系『ミュージックステーション 2時間SP』では「PLAYER 1」を披露。

## 発売
完全生産限定盤（CD+Tシャツ）、初回生産限定盤（CD+DVD、CD+Blu-ray）、通常盤（CD）の3形態での発売で、初回生産限定盤には2024年6月に横浜アリーナで開催された『緑黄色大夜祭2024』の緑黄色社会のパートと、同年11月に開催された『緑黄色社会 Live House Tour “Laugh”』の東京・Zepp Haneda公演のライブ映像が収録された映像ディスクに加えて、ライブ写真やインタビューで構成されたブックレットと、『「Channel U」リリース記念スペシャル生配信ライブ“Channel U Live Streaming”』の視聴チケットが付属。
アートワークはアートディレクター兼グラフィックデザイナー兼コラージュアーティストのQ-TAが手がけ、モデルはちちが担当した。

## 評価
ライターの沖さやこは、アーティストとして飛躍した2022年リリースの『Actor』でバンドの多面性を表現し、新たな要素を多く詰め込んだ『pink blue』で殻を破った緑黄色社会は、今作『Channel U』で格段に表現者としてのパワーを上げた。ソングライティング、ボーカル、演奏の全てから、アルバムのテーマである「誰もが無限の可能性を持っている」という信念がほとばしっていると評した。ライターの坂井彩花は、アルバムについて一瞬たりともリスナーを逃さない、“リョクシャカ劇場”と称し、絶妙なバランス感で配置された曲たちは、一瞬たりともリスナーを逃すことなく、最後までワクワクと胸を高鳴らせると評した。ライターのニシダケンは、本作における緑黄色社会について「あなた」の中にいるアルバムを作るなかで、最終的には「わたし」にたどり着いたとし、本作についてそんな緑黄色社会の未来への期待も感じさせる作品だと評した。
ライターの長澤香奈は、本作を緑黄色社会にはどれほどのチャンネルがあるのだろうという期待と、どんなナンバーでも自分たちのカラーに染めるポテンシャルの高さを改めて感じられる充実作と評した。

## ライブツアー

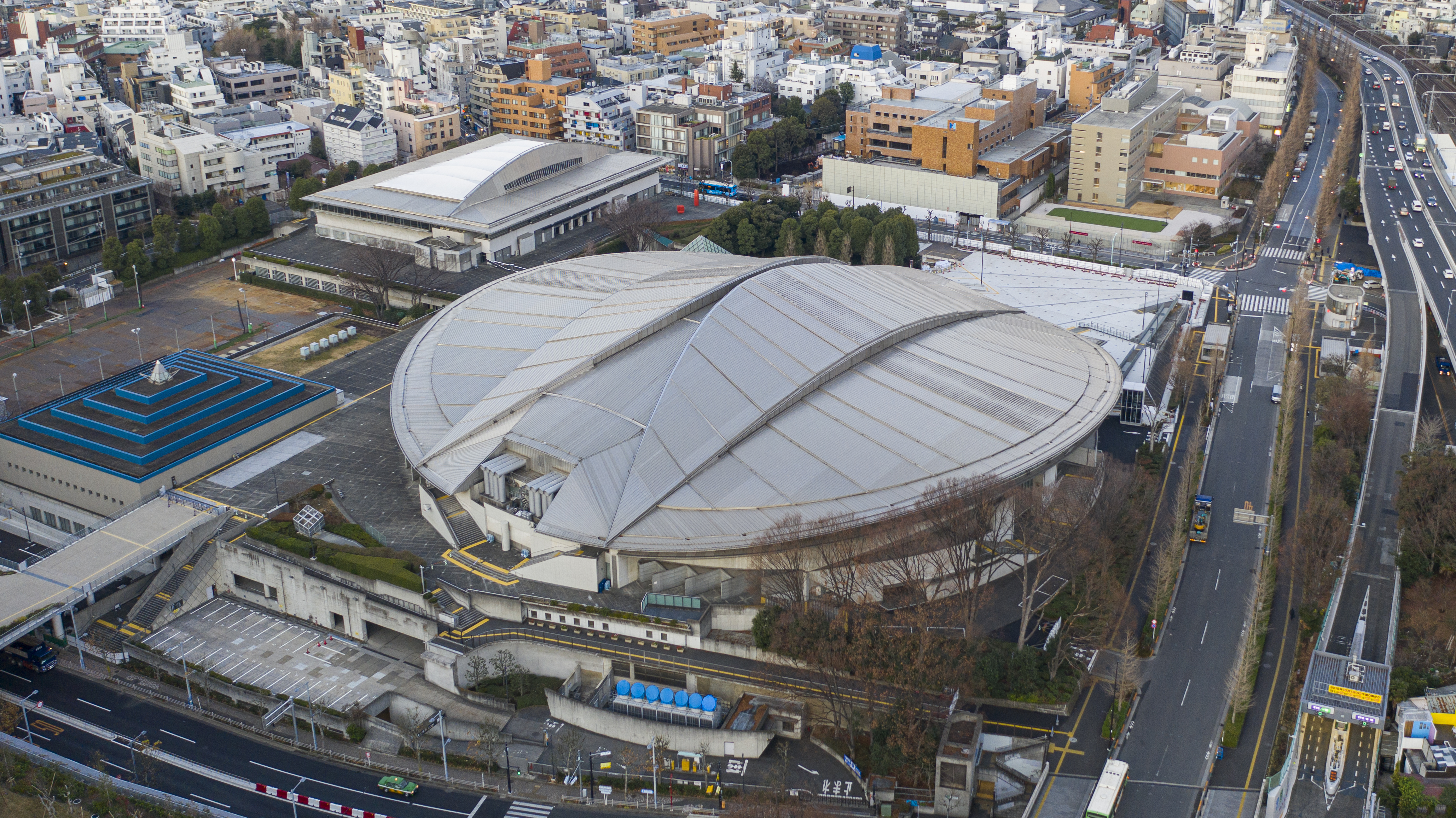
7月4日・5日の公演の会場となった東京体育館

2025年3月8日から本作を引っ提げた全国28か所を回るホールツアー『Channel U tour 2025』が開催された。本ツアーでは、各メンバーが5つの小さなステージに乗って演奏するというステージセットが採用され、演奏中にはスクリーンには歌詞が表示されたほか、アルバムと連動した「チャンネル」というキーワードをもとにメドレーのコーナーではチャンネルの切り替えをイメージした音を挟むなどの演出が取り入れられた。演奏面では鍵盤の台数をこれまでの4台から2台に減らしたほか、ギターはアンプを通さずにラインを通じてスピーカーから出力する方法が採用された。
7月4日と5日には『Channel Us 2025 at 東京体育館』が開催された。同公演について、長屋は『Channel U』があっての公演とし、小林は“あなた”に向けていた『Channel U』から、“私たち”で作るライブ『Channel Us』へということですね、穴見はちょっと早いけど、『Channel U』の同窓会みたいなライブと説明している。音楽情報サイト『OTOTOY』のニシダケンはバンドが歩んできた13年という軌跡、いま鳴らしている音、そしてこれからの希望を。すべてをひとつの番組のように紡ぎ、届けたのは、“過去”と“現在”、そして“未来”が交差する物語だったと述べた。

## 収録曲
| #         | タイトル                   | 作詞              | 作曲              | 編曲                        | 時間  |
| --------- | -------------------------- | ----------------- | ----------------- | --------------------------- | ----- |
| 1.        | 「PLAYER 1」               | 長屋晴子 小林壱誓 | peppe 穴見真吾    | 穴見真吾 花井諒             | 3:15  |
| 2.        | 「恥ずかしいか青春は」     | 長屋晴子          | 長屋晴子          | 穴見真吾 LASTorder          | 4:29  |
| 3.        | 「ナイスアイディア!」      | 長屋晴子          | peppe             | LASTorder 緑黄色社会        | 3:14  |
| 4.        | 「Monkey Dance」           | 小林壱誓          | 穴見真吾          | 穴見真吾                    | 2:48  |
| 5.        | 「∩」                      |                   |                   | LASTorder                   | 0:24  |
| 6.        | 「マジックアワー」         | 小林壱誓          | 小林壱誓          | LASTorder 緑黄色社会        | 3:40  |
| 7.        | 「僕らはいきものだから」   | 長屋晴子          | 長屋晴子          | LASTorder 緑黄色社会        | 4:39  |
| 8.        | 「Channel Me」             | 緑黄色社会        | 小林壱誓 穴見真吾 | LASTorder 穴見真吾 小林壱誓 | 4:02  |
| 9.        | 「馬鹿の一つ覚え」         | 長屋晴子          | 長屋晴子          | 穴見真吾 LASTorder          | 4:03  |
| 10.       | 「Each Ring」              | 長屋晴子          | peppe             | トオミヨウ                  | 3:10  |
| 11.       | 「サマータイムシンデレラ」 | 長屋晴子 小林壱誓 | 穴見真吾          | LASTorder 穴見真吾          | 3:48  |
| 12.       | 「言えない」               | 小林壱誓          | peppe             | LASTorder 緑黄色社会        | 4:36  |
| 13.       | 「コーヒーとましゅまろ」   | 小林壱誓          | 小林壱誓          | 川口圭太 小林壱誓           | 2:51  |
| 14.       | 「U」                      |                   |                   | LASTorder                   | 0:18  |
| 15.       | 「Party!!」                | 小林壱誓          | 小林壱誓 穴見真吾 | LASTorder 穴見真吾          | 4:14  |
| 16.       | 「花になって」             | 長屋晴子          | 穴見真吾          | 川口圭太 穴見真吾           | 3:20  |
| 17.       | 「オーロラを探しに」       | 長屋晴子          | 長屋晴子          | 神谷洵平 緑黄色社会         | 3:11  |
| 合計時間: | 合計時間:                  | 合計時間:         | 合計時間:         | 合計時間:                   | 56:02 |

| #   | タイトル                                                                                  | 作詞 | 作曲・編曲 |
| --- | ----------------------------------------------------------------------------------------- | ---- | ---------- |
| 1.  | 「夜祭音頭」(緑黄色大夜祭2024（2024.6.15 @横浜アリーナ／緑黄色社会）)                     |      |            |
| 2.  | 「逆転」(緑黄色大夜祭2024（2024.6.15 @横浜アリーナ／緑黄色社会）)                         |      |            |
| 3.  | 「merry-go-round」(緑黄色大夜祭2024（2024.6.15 @横浜アリーナ／緑黄色社会）)               |      |            |
| 4.  | 「ナイスアイディア!」(緑黄色大夜祭2024（2024.6.15 @横浜アリーナ／緑黄色社会）)            |      |            |
| 5.  | 「サマータイムシンデレラ」(緑黄色大夜祭2024（2024.6.15 @横浜アリーナ／緑黄色社会）)       |      |            |
| 6.  | 「Copy」(緑黄色大夜祭2024（2024.6.15 @横浜アリーナ／緑黄色社会）)                         |      |            |
| 7.  | 「あのころ見た光」(緑黄色大夜祭2024（2024.6.15 @横浜アリーナ／緑黄色社会）)               |      |            |
| 8.  | 「Tap Tap Dance」(緑黄色大夜祭2024（2024.6.15 @横浜アリーナ／緑黄色社会）)                |      |            |
| 9.  | 「Mela!」(緑黄色大夜祭2024（2024.6.15 @横浜アリーナ／緑黄色社会）)                        |      |            |
| 10. | 「花になって」(緑黄色大夜祭2024（2024.6.15 @横浜アリーナ／緑黄色社会）)                   |      |            |
| 11. | 「始まりの歌」(緑黄色大夜祭2024（2024.6.15 @横浜アリーナ／緑黄色社会）)                   |      |            |
| 12. | 「キャラクター」(緑黄色大夜祭2024（2024.6.15 @横浜アリーナ／緑黄色社会）)                 |      |            |
| 13. | 「Tap Tap Dance」(緑黄色社会 Live House Tour “Laugh”（2024.11.22 @Zepp Haneda）)          |      |            |
| 14. | 「sabotage」(緑黄色社会 Live House Tour “Laugh”（2024.11.22 @Zepp Haneda）)               |      |            |
| 15. | 「ピンクブルー」(緑黄色社会 Live House Tour “Laugh”（2024.11.22 @Zepp Haneda）)           |      |            |
| 16. | 「言えない」(緑黄色社会 Live House Tour “Laugh”（2024.11.22 @Zepp Haneda）)               |      |            |
| 17. | 「ミチヲユケ」(緑黄色社会 Live House Tour “Laugh”（2024.11.22 @Zepp Haneda）)             |      |            |
| 18. | 「LITMUS」(緑黄色社会 Live House Tour “Laugh”（2024.11.22 @Zepp Haneda）)                 |      |            |
| 19. | 「キャラクター」(緑黄色社会 Live House Tour “Laugh”（2024.11.22 @Zepp Haneda）)           |      |            |
| 20. | 「ブレス」(緑黄色社会 Live House Tour “Laugh”（2024.11.22 @Zepp Haneda）)                 |      |            |
| 21. | 「始まりの歌」(緑黄色社会 Live House Tour “Laugh”（2024.11.22 @Zepp Haneda）)             |      |            |
| 22. | 「陽はまた昇るから」(緑黄色社会 Live House Tour “Laugh”（2024.11.22 @Zepp Haneda）)       |      |            |
| 23. | 「サマータイムシンデレラ」(緑黄色社会 Live House Tour “Laugh”（2024.11.22 @Zepp Haneda）) |      |            |
| 24. | 「Mela!」(緑黄色社会 Live House Tour “Laugh”（2024.11.22 @Zepp Haneda）)                  |      |            |
| 25. | 「馬鹿の一つ覚え」(緑黄色社会 Live House Tour “Laugh”（2024.11.22 @Zepp Haneda）)         |      |            |
| 26. | 「僕らはいきものだから」(緑黄色社会 Live House Tour “Laugh”（2024.11.22 @Zepp Haneda）)   |      |            |
| 27. | 「恥ずかしいか青春は」(緑黄色社会 Live House Tour “Laugh”（2024.11.22 @Zepp Haneda）)     |      |            |
| 28. | 「ナイスアイディア!」(緑黄色社会 Live House Tour “Laugh”（2024.11.22 @Zepp Haneda）)      |      |            |
| 29. | 「花になって」(緑黄色社会 Live House Tour “Laugh”（2024.11.22 @Zepp Haneda）)             |      |            |

## クレジット
※出典
緑黄色社会
- 長屋晴子 – Vocal, Chorus（M1 - M3, M7, M15 - M16）, Marimba（M13）
- 小林壱誓 – Guitars, Chorus（M1 - M4, M7, M13, M15 - M16）, Programming（M8）
- peppe – Piano, Keyboards, Chorus（M1 - M3, M7, M15 - M16）
- 穴見真吾 – Bass, Chorus（M1 - M4, M7, M15 - M16）, Programming（M4, M8）

追加ミュージシャン
- 花井諒 – Programming（M1）
- LASTorder – Programming（M2, M5 - M9, M11 - M12, M14 - M15）
- トオミヨウ – Programming（M10）
- 川口圭太 – Programming（M13, M16）
- 神谷洵平 – Programming, Drums, Guitar & Chorus（M17）
- 比田井修 – Drums（M2 - M3, M6 - M8, M11 - M12）
- 城戸紘志 – Drums（M4, M9, M15 - M16）
- 玉田豊夢 – Drums（M10）
- 森瑞希 – Drums（M13）
- 吉田宇宙ストリングス – Strings（M2, M7）
- 湯本淳希 – Trumpet（M7, M11, M15）
- Tocchi – Trombone（M7, M15）
- 寺地美穂 – Sax（M7, M15）
- 山本拓夫 – Sax（M10）
- 若山健太 – Oboe（M7）
- 橋本和也 – Flute（M7）
- 亜美 – Chorus（M7）
- 佐々木詩織 – Chorus（M7）
- 早川咲 – Chorus（M7）
- 青輝波美賀 – Chorus（M7）
- オオノリュータロー – Chorus（M7）
- 結城賢吾 – Chorus（M7）

レコーディング・スタッフ
- 村上宣之 – Recording Engineer & Mixing
- 福井匠 – Assistant Engineer
- 杉下真奈美 – Assistant Engineer
- 瀧野悠仁 – Assistant Engineer
- 藤田海 – Assistant Engineer
- 野町真也 – Assistant Engineer
- 佐藤勧太 – Assistant Engineer
- 横山広海 – Assistant Engineer
- 安藤翔 – Assistant Engineer
- 阿部充泰 – Mastering
- 新井政俊 – Director

アートワーク
- Q-TA – Art Direction & Design
- Chichi – Model
- Yuichiro Ohmura – Photographer
- TamA – Hair & Make-up
- Ryoko Kobayashi – Stylist
- Saori Kon – Props
- UNITS DESIGN FACTORY – Retoucher

## チャート成績

### 週間チャート
| チャート (2025年)                  | 最高位 |
| ---------------------------------- | ------ |
| Japan Hot Albums (Billboard JAPAN) | 19     |
| 日本 (オリコン)                    | 7      |
| 日本 (オリコン合算アルバム)        | 6      |

### 月間チャート
| チャート (2025年) | 最高位 |
| ----------------- | ------ |
| 日本 (オリコン)   | 18     |

## 発売日一覧
| 国/地域 | 発売日        | レーベル           | 規格                                    | 規格品番      | 備考                                                           |
| ------- | ------------- | ------------------ | --------------------------------------- | ------------- | -------------------------------------------------------------- |
| 全国    | 2025年2月19日 | Epic Records Japan | 音楽配信                                | ESCL06063B00Z |                                                                |
| 日本    | 2025年2月19日 | Epic Records Japan | CD+アルバム封入限定Tシャツ（サイズ:XL） | ESCL-6055/6   | 完全生産限定盤で、ボックス仕様                                 |
| 日本    | 2025年2月19日 | Epic Records Japan | CD+Blu-ray                              | ESCL-6057/9   | 初回生産限定盤で、ブックレットと配信ライブの視聴チケットも付属 |
| 日本    | 2025年2月19日 | Epic Records Japan | CD+DVD                                  | ESCL-6060/2   | 初回生産限定盤で、ブックレットと配信ライブの視聴チケットも付属 |
| 日本    | 2025年2月19日 | Epic Records Japan | CD                                      | ESCL-6063     | 初回仕様のみメンバーのコメントが入ったプログラムシートが付属   |